# Symfonie nr. 1 (Brahms)
Johannes Brahms was - met uiteindelijk 4 symfonieën - met Anton Bruckner de belangrijkste componist van symfonieën in het Duitsland van de 19e eeuw na Beethoven. Toch publiceerde Brahms zijn eerste symfonie pas op 43-jarige leeftijd (hij was toen al een gevierd componist) na daar bijna 15 jaar aan gewerkt te hebben.

## Ontstaansgeschiedenis

### Remmingen
De late totstandkoming hangt samen met het karakter van Brahms, maar ook met de sfeer van de tijd. Brahms was zeer kritisch over zijn eigen werk. Veel van de vroege werken heeft hij vernietigd. De publiekelijk geuite verwachtingen, dat hij als symfonisch componist een waardig opvolger en erfgenaam van Beethoven zou zijn, drukte zwaar op hem. Hij was zich bewust, dat hij met behoud van de formele vorm van de symfonie toch nieuwe wegen moest in slaan.
De symfonie als vorm stond ook ter discussie. De vertegenwoordigers van de "Neudeutsche Schule" (Liszt en Wagner) hadden de symfonie dood verklaard en de "Synfonische Dichtung" in het leven geroepen.

### Ontstaan

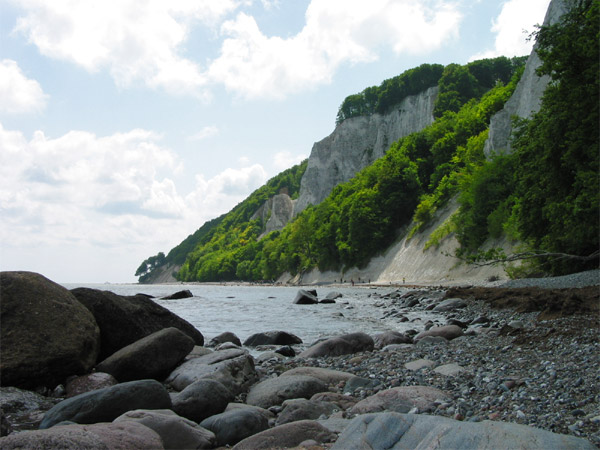
Krijtrotsen op Rügen

Al in 1854 probeerde Brahms een pianosonate à quatre mains tot symfonie te bewerken.Ook het openingsdeel van het pianoconcert no 1 op 15 was oorspronkelijk als symfoniedeel opgezet (1856).
Vanaf 1862 is er sprake van een eerste opzet van ten minste het eerste deel. Op dat moment ontbrak nog het un poco sostenuto. Uit vele terloopse aanwijzingen is duidelijk, dat Brahms zich bezig bleef houden met de symfonie. Misschien dat hij uit zijn sterk toegenomen populariteit (na Ein Deutsches Requiem (1868) ; Schiksalslied(1871); Triumflied (1872); Variationen über ein Thema von Joseph Haydn (1874)) uiteindelijk het zelfvertrouwen putte om zijn symfonie te voltooien.

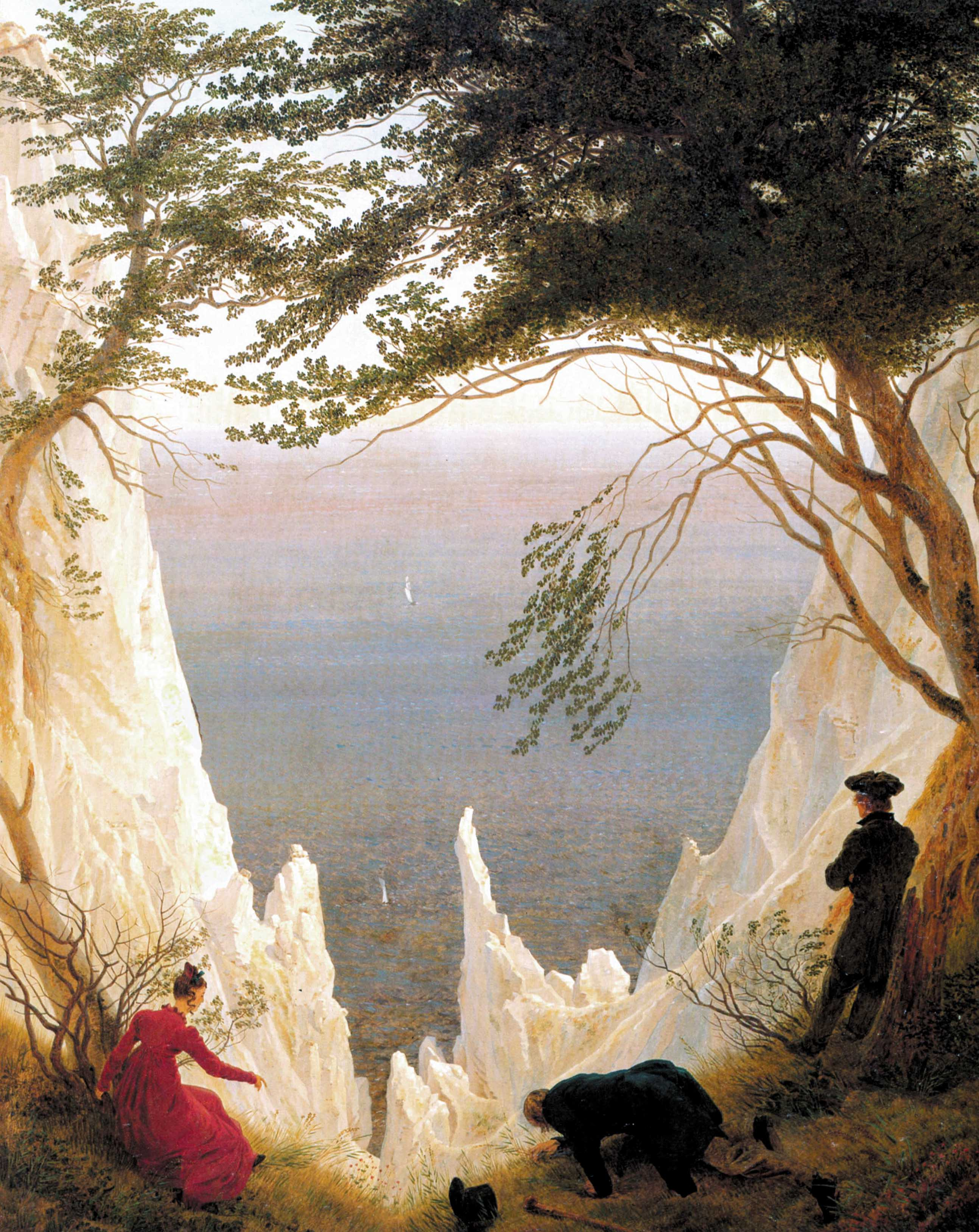
Caspar David Friedrich: Krijtrotsen op Rügen

In de zomer van 1876 gedurende een vakantie op Rügen komt de doorbraak. De hoekdelen (kennelijk het eerst klaar) worden eind september aan Clara Schumann voorgespeeld op de piano. Op 10 oktober was de hele symfonie af. Dat betekent dat Brahms aan het optekenen van de symfonie uiteindelijk ononderbroken gewerkt heeft vanaf de zomer.
Daarna verliep alles onder grote tijdsdruk. In 1 maand werden de partijen gemaakt, binnen 14 dagen gezet en gecorrigeerd en was het stuk ingestudeerd. Vlak voor de première was er nog een volledig vrije dag voor de correcties door Brahms opgeëist.

### Première en ontvangst
Otto Dessoff had in Karlsruhe de première; Brahms was dirigent 3 dagen later in Mannheim en Wenen volgde slechts enkele weken later. De ontvangst was positief. De commentaren hadden als vaak voorkomend gemeenschappelijk punt: het ontbreken van een "programma" (Brahms was een stellig voorstander van "absolute muziek").
Verder kon de relatie tot de finale van de 9e symfonie van Beethoven niemand ontgaan. Hanslick weidde hier enthousiast over uit: "Niemand heeft het werk van Beethoven zo dicht benaderd". De symfonie kreeg prompt de bijnaam "de tiende van Beethoven". Dit overigens tot grote ergernis van Brahms: "Dat kan zelfs een ezel zien" (het slotdeel van Brahms bevat immers een (vrijwel) letterlijk citaat van het slotkoor).

## Opbouw en structuur per deel
De symfonie bestaat uit vier delen:
1. Un poco sostenuto – Allegro (in c)
2. Andante sostenuto (in E)
3. Un poco Allegretto e grazioso (in As)
4. Adagio – Più Andante – Allegro non troppo, ma con brio (in C)

De symfonie is georkestreerd voor 2 fluiten, 2 hobo's, 2 klarinetten, 2 fagotten, contrafagot, 4 hoorns, 2 trompetten, pauken en strijkers. In het vierde deel spelen daarnaast 3 trombones mee.
Als kenmerkende bijdrage van Brahms aan het genre symfonie wordt beschouwd zijn techniek van de zich ontwikkelende variatie; de symfonie ontwikkelt zich uit een kleine kern van noten, die alomtegenwoordig is in het hele stuk.
Un poco sostenuto – Allegro
Tot tweemaal toe een chromatisch stijgende lijn, waarvan de eerste 3 noten (Voorbeeld 1 a) het leidende thema vormen, waar ook het energiek opspringende thema van het aansluitende deel aan verwant is. Een opvallend staccato-motief leidt tot koraalachtige partijen. Steeds duikt het leidende thema van 3 tonen op. Na reprise en coda klinkt de chromatisch stijgende lijn van de opening nog eenmaal, zij het in een nu meer berustende vorm.
Andante sostenuto
Cantabel vloeiende hoofdmelodie die ook een tweede keer na een middendeel door de hobo en vervolgens de houtblazers wordt gespeeld. Aan het slot het leidend thema uit het eerste deel als begin voor een duet tussen viool en fagot
Un poco Allegretto e grazioso
Geen scherzo maar een gracieus en liefelijk allegretto.
Adagio – Più Andante – Allegro non troppo, ma con brio
Dit deel doet nog het sterkst denken aan Beethoven: onmiskenbaar lang citaat uit de 9e symfonie van Beethoven (voorbeeld 2), verder contrastrijk mede door zich opbouwende climaxen, die strijd en overwinning tot uiting te lijken brengen. Het deel opent met een langzame inleiding die uitmondt in een grote hoornsolo, met een echo in de fluit erna. Deze hoornmelodie is dezelfde als de alphoornroep die Brahms in een brief uit 1868 aan Clara Schumann nog voorzag van de tekst "Hoch auf'm Berg, tief im Tal, grüsse ich Dich viel tausendmal!".

## Voorbeelden,thema's, motieven
voorbeeld 1 a: leidend chromatisch 3-toons motief (opening deel 1)

voorbeeld 2: vergelijken motief slotkoor symf 9 Beethoven en slotdeel 4e symf Brahms

### 2e deel
'Andante sostenuto E-majeur 3/4 maat 128 maten'
Het gedragen hoofdthema wordt ingezet door de strijkers. Er is een 2e hoofdthema, wat begint in de hobo.
Ook het 2e neventhema wordt ingezet als een solo voor de hobo.
Hoofdthema 1 maat 1 
Hoofdthema 2 maat 17 
Neventhema 1 maat 27 
Neventhema 2 maat 38 

## Bron
- Harenberg Konzertführer Uitgever Harenberg 6e druk 2006 bladzij 146; Dortmund
- Casper Höweler XYZ der muziek Uitgever de Haan 16e druk 1966; Hilversum
- Dit artikel of een eerdere versie ervan is een (gedeeltelijke) vertaling van het artikel 1. Sinfonie (Brahms) op de Zweedstalige Wikipedia, dat onder de licentie Creative Commons Naamsvermelding/Gelijk delen valt. Zie de bewerkingsgeschiedenis aldaar.

Nr. 1 · Nr. 2, 'Pastorale' · Nr. 3 · Nr. 4